# Fernand Fauconnier
Fernand Fauconnier (14 aprile 1890 – 28 aprile 1940) è stato un ginnasta francese.

## Palmarès

### Olimpiadi
- 1 medaglia:
  - 1 bronzo (Anversa 1920 nel concorso a squadre)